# مقاطعة بوفورت (كارولاينا الشمالية)
مقاطعة بوفورت (بالإنجليزية: Beaufort County)‏ هي إحدى مقاطعات ولاية كارولاينا الشمالية في الولايات المتحدة الأمريكية. مركز المقاطعة أو مقعدها هي مدينة واشنطن. تأسست هذه المقاطعة سنة 1712.

## أعلام
- جيمس لانيير